# 吉萨尔巴
吉萨尔巴（義大利語：Ghisalba），是意大利贝加莫省的一个市镇。总面积10平方公里，人口5828人，人口密度582.8人/平方公里（2009年）。国家统计（ISTAT）代码为016113。